# 約翰·修茲勞
約翰·彼得·修茲勞（英語：John Peter Huchra，1948年12月23日—2010年10月8日），美國天文學家，哈佛大學研究政策和研究中心的副教務長與哈佛-史密松天體物理中心的天文學教授。他是國際天文學聯合會的美國國家委員會創建者與前主席，也是美國天文學會的前主席。

## 生平
修茲勞於1948年12月23日出生於紐澤西州的澤西市，父親是列車員，母親是家庭主婦。他在紐澤西的瑞基公園鄉受教育，並且對宇宙學和科幻小說等書籍產生興趣。他在麻省理工學院時是摔角隊的成員，並且在大學肄業中於1970年獲得物理學的專業，之後，他在加州理工學院獲得天文學博士的學位，导师是华莱士·萨金特。他在1976年獲得哈佛-史密松天文物理中心的博士後研究獎學金，並且他之後的職業生涯也都在此地。
馬克·阿倫森、杰里米·莫尔德和修茲勞等天文學家共同宣布，基於對一些螺旋星系光度和轉速的分析，宇宙的年齡是90億歲，而這只是大多數天文學家原先認知年齡的一半。
在1986年，瓦勒里·迪·拉帕倫特、瑪格利特·蓋勒和修茲勞以CfA紅移巡天早期的結果發表，在數千秒差距尺度上星系不規則的分布。迪·拉帕倫特、蓋勒和修茲勞描述星系的分布好像是躺在「泡沫表面的結構」 。 在1989年，使用紅移巡天後期的結果，蓋勒和修茲勞發現6億光年長、2億5千萬光年寬的長城，這是在宇宙中已知第二大的超級結構。在愛因斯坦十字類星體前方的重力透鏡，也以修茲勞為名稱為修茲勞的透鏡。

## 外部連結
- Huchra's page at the Harvard-Smithsonian Center for Astrophysics site （页面存档备份，存于）
- AAS Officers
- Obituary in the Boston Globe （页面存档备份，存于）
- Obituary in the New York Times （页面存档备份，存于）
- Huchra's papers, from ADS, sorted by citations
- Last Word, 05/11/2010 （页面存档备份，存于）. BBC Radio 4. Matthew Bannister on Ted Sorenson, Maurice Murphy, John Huchra and Ronnie Clayton.
- Moran, James M. . Physics today. 2011. doi:10.1063/PT.3.1305.